# 博尔讷 (上卢瓦尔省)
博尔讷（法語：Borne，法語發音：[bɔʁn] ⓘ）是法国上卢瓦尔省的一个市镇，属于勒皮区。

## 地理
博尔讷（45°6'0"N, 3°47'56"E）面积5.48 平方千米，位于法国奥弗涅-罗讷-阿尔卑斯大区上盧瓦爾省，该省份为法国中南部省份，北起多姆山省和卢瓦尔省，西接康塔爾省，南至洛泽尔省，东临阿尔代什省。
与博尔讷接壤的市镇（或旧市镇、城区）包括：卢德、圣波利安、圣维达勒。
博尔讷的时区为UTC+01:00、UTC+02:00（夏令时）。

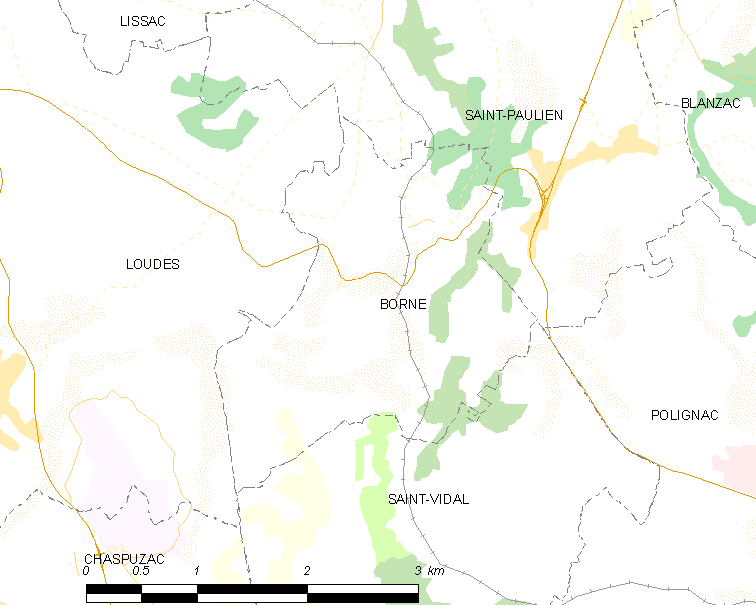
博尔讷的OSM定位图

## 行政
博尔讷的邮政编码为43350，INSEE市镇编码为43036。

## 政治
博尔讷所属的省级选区为圣波利安县。

## 人口

1962-2008年间博尔讷人口变化图示

博尔讷于2022年1月1日时的人口数量为405人。